# M8 - Cuando la Muerte ayuda a la Vida
M8 - Cuando la muerte ayuda a la vida es una película brasileña de 2020, del género de suspenso, dirigida y escrita por Jeferson De y Felipe Sholl. Basada en el libro del mismo nombre escrito por Solomon Polakiewicz, la película está protagonizada por Juan Paiva. Ella, retrata la vida de un joven negro que pasa a estudiar medicina en una universidad federal. Cuenta con las actuaciones en los roles secundarios de Giulia Gayoso y Mariana Nunes.

## Sinopsis
Mauricio es estudiante de primer año en la prestigiosa Universidad Federal de Medicina. Es un joven negro hijo de Cida, una técnica en enfermería que lucha por que su hijo estudie en la universidad. En la universidad, Mauricio conoce a M-8, un cuerpo que diseccionarán en su clase de anatomía. Como resultado, se decide a enfrentar un viaje de misterio y realidad donde se ve obligado a enfrentar sus propias ansiedades para descubrir la identidad de este rostro desconocido, M-8.

## Elenco
- Juan Paiva como Mauricio Rezende
- Mariana Nunes como María Aparecida "Cida" Rezende
- Rafael Logam como M-8
- Giulia Gayoso como Suzana
- Henri Pagnocelli como profesor Dr. Djalma
- Tatiana Tiburcio como Emilia
- Fábio Beltrão como Gustavo
- Bruno Peixoto como Domingos
- Zezé Motta como Ilza
- Léa García como la Sra. Ángela
- Aílton Graça como Sá
- Alan Rocha como Sinvaldo

## Lanzamiento
La producción estaba prevista para estrenarse en los cines brasileños la primera mitad del 2020. No obstante, debido a las políticas de aislamiento social resultado de la pandemia de COVID-19, el estreno se pospuso. El 3 de diciembre de 2020, M8 - Cuando la muerte ayuda a la vida se estrenó comercialmente en  cines brasileños. 
La película adquirió relevancia en 2021 cuando, a partir del 24 de febrero, ingresó al catálogo de la plataforma de streaming Netflix, convirtiéndose en uno de los productos más vistos de la plataforma en Brasil.